# Al-Kazimiyya

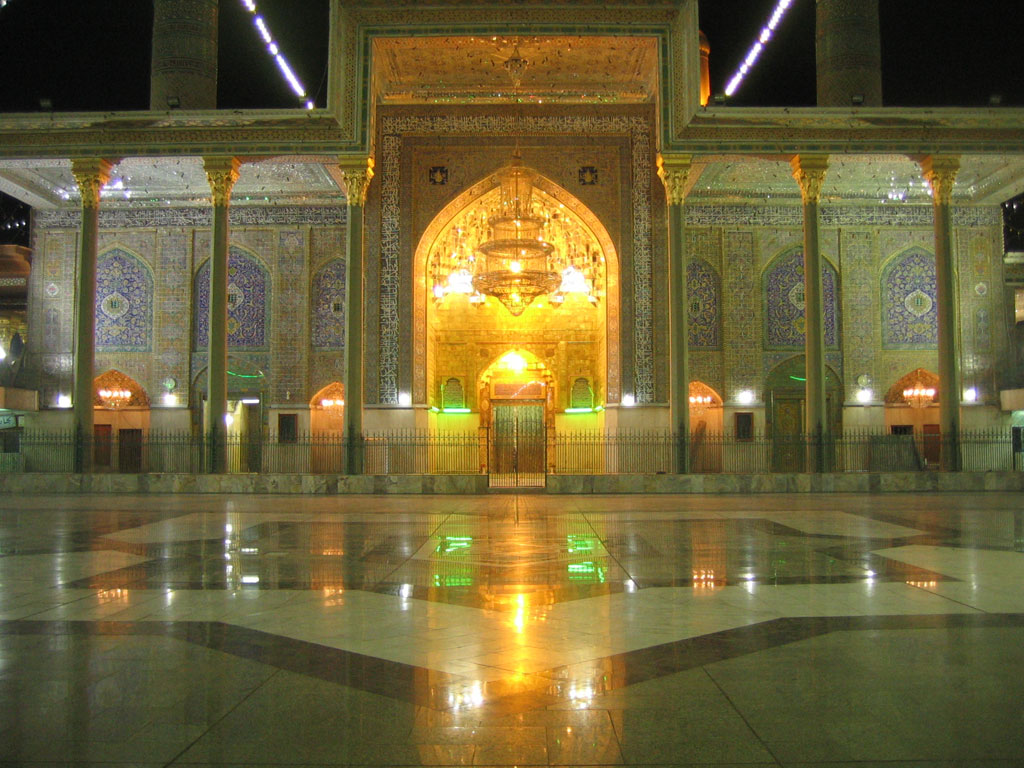
al-Kazimiyya-Schrein

Al-Kazimiyya (arabisch الكاظمية, DMG al-Kāẓimiyya; auch al-Kadhimiya) ist eine alte irakische Stadt und heute ein Vorort von Bagdad, etwa fünf Kilometer nordöstlich vom Stadtkern gelegen. Heute ist sie einer von neun Verwaltungsdistrikten Bagdads. Die Stadt ist für die Schiiten heilig, da dort Mūsā al-Kāzim, der siebente Imam der Schiiten, gemeinsam mit seinem Enkel Muhammad at-Taqi, dem neunten Imam der Schiiten, beerdigt wurde. Ihr Grabmal, die al-Kazimiyya-Moschee ist mit ihren Minaretten und ihren zwei goldenen Kuppeln, Wahrzeichen der Stadt und das Ziel von schiitischen Pilgern. Die Stadt wurde nach Musa al-Kazim benannt.
Am 30. Dezember 2006 wurde Saddam Hussein im Militär-Stützpunkt Camp Justice (arabisch سجن العدالة, DMG Siǧn al-ʿAdāla, früher Camp Banzai) in al-Kazimiyya hingerichtet. Am gleichen Ort wurden am 15. Januar 2007 auch die Todesurteile gegen Barzan Ibrahim at-Tikriti und Awad al-Bandar vollstreckt.
Im Jahr 2004 fanden in al-Kazimiyya und Kerbala parallel Attentate statt, bei denen rund 170 Menschen ermordet wurden.
Zwischen 2004 und 2009 wurden bei etlichen anti-schiitischen Sprengstoffattentaten 247 Menschen ermordet und zahlreiche weitere verletzt.
Koordinaten: 33° 23′ N, 44° 20′ O